# Anthony Presle
Pour les articles homonymes, voir Presle.
Anthony Presle, né le 14 juillet 1983, est un cavalier français de voltige.

## Carrière
Aux Jeux équestres mondiaux de 2014 en Basse-Normandie, il est médaillé de bronze en voltige par équipes avec Christopher-Robin Krause, Nathalie Bitz, Clément Taillez, Rémy Hombecq et Christelle Haennel. 